# Foam Hand

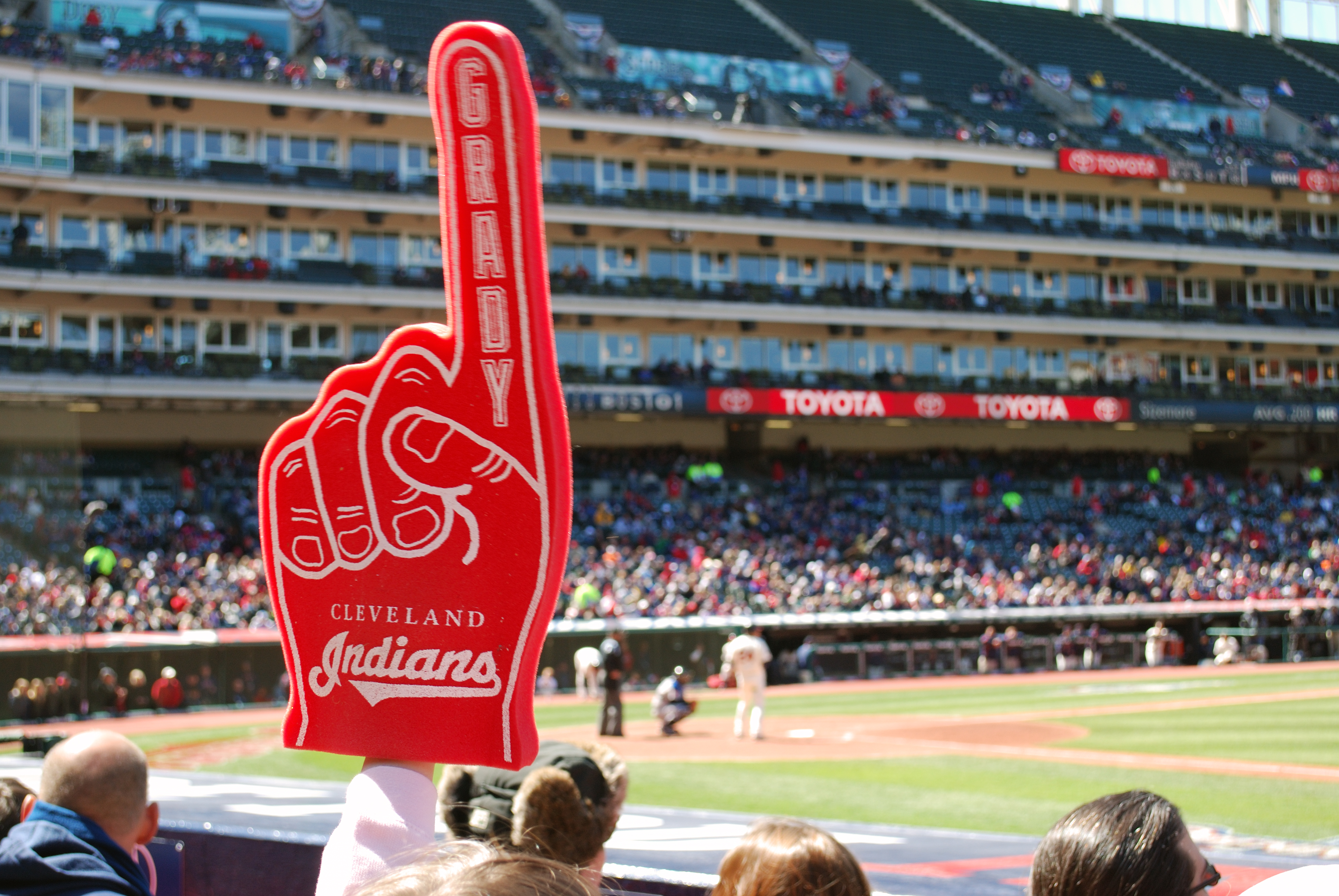
Foam Hand mit dem Logo der Cleveland Indians und dem Namen des Spielers Grady Sizemore

Eine Foam Hand (deutsch Schaumstoff-Hand), auch Foam Finger genannt, ist ein Aufsatz aus Schaumstoff oder ähnlichen Materialien in Form einer Hand mit erhobenem Zeigefinger. Er wird auf der Hand beziehungsweise dem Arm getragen und dient, ähnlich wie Transparente oder Fantrikots, dazu, die Verbundenheit zu einer Sportmannschaft oder auch einem Kandidaten für ein politisches Amt zum Ausdruck zu bringen. Foam Hands finden vor allem in den USA Verwendung, wo sie in Sportstadien und auf Wahlkampfveranstaltungen getragen werden.

## Geschichte
Erfunden wurde die Foam Hand 1978 von Geral Fauss, einem US-amerikanischen Highschool-Lehrer. Fauss, der an der Cypress Fairbanks ISD Handarbeit unterrichtete, baute die erste Foam Hand aus Pressspan, um das Football-Team der Highschool im Finale des texanischen Landesausscheides anzufeuern. Die Form wählte Fauss in Anlehnung an Schüler, die während der Footballspiele mit ausgestrecktem Arm und Zeigefinger „We’re number one!“ riefen, um ihre Mannschaft anzufeuern. Diese erste Hand verfügte über einen ausgesägten Haltegriff am „Handgelenk“, an dem sie gehalten und geschwenkt werden konnte. Zudem war sie mit „#1“ in den Farben der Highschool versehen.
Die Hand entwickelte sich schnell zu einem Erfolg, nachdem Fauss sie erstmals beim Cotton-Bowl-Finale 1978 verkaufte. Diese frühen Verkaufserfolge führten dazu, dass er seine Stelle als Highschool-Lehrer kündigen und seinen Lebensunterhalt mit der Herstellung der Pressspanhände bestreiten konnte. Zu diesem Zweck gründete er ein eigenes Unternehmen, Spirit Hands Co. (später in Spirit Industries) und bezog eine stillgelegte Blechmanufaktur, die seinem Vater gehörte.
Fauss experimentierte mit verschiedenen Materialien und Formen, um die Mängel des ersten Prototyps zu beheben: Der Pressspan war schwer und konnte an dem Griff nicht über eine volle Spieldauer geschwenkt werden. Zudem kam es zu Verletzungen, wenn die harten Pressspanplatten umstehende Fans trafen. Versuche, den Pressspan durch Karton zu ersetzen, scheiterten an der Fragilität dieses Materials, auch Styropor erwies sich als zu spröde. 1979 entstand schließlich die erste Hand in der heutigen Schaumstoffform: Sie war sowohl formstabil als auch weich genug, um niemanden zu verletzen, und wog zudem so wenig, dass man sie das ganze Spiel hindurch halten konnte. Der ursprüngliche Haltegriff wurde durch eine Öffnung im Schaumstoff ersetzt, in die man die eigene Hand stecken konnte. Der Schaumstoff konnte darüber hinaus einfach bedruckt werden, was eine Bandbreite an Designvarianten eröffnete. Fauss verkaufte diese Foam Hands beim Sugar Bowl 1979 und konnte seinen gesamten Vorrat absetzen. Die Übertragung des Spiels im Fernsehen sorgte für einen Werbeeffekt, sodass sich die Foam Hands weiter verbreiteten. Mittlerweile sind sie fester Bestandteil des Sortiments von Fanshops.

## Formen
Neben der klassischen Form mit erhobenem Zeigefinger und dem #1-Aufdruck existieren weitere Varianten was Form und Farbgebung betrifft. So bietet Spirit Industries Hände in Größen von 40 bis 55 cm an. Verbreitete Formen sind Hände mit Stinkefinger, ausgestrecktem Daumen oder Vulkaniergruß. Ausgefallenere Designs weichen stark vom ursprünglichen ab, indem sie Motive zeigen, die nur entfernt an Hände erinnern oder etwas gänzlich anderes darstellen.